# Énergie renouvelable en Albanie

Production d'électricité en Albanie sur la période 1980-2019

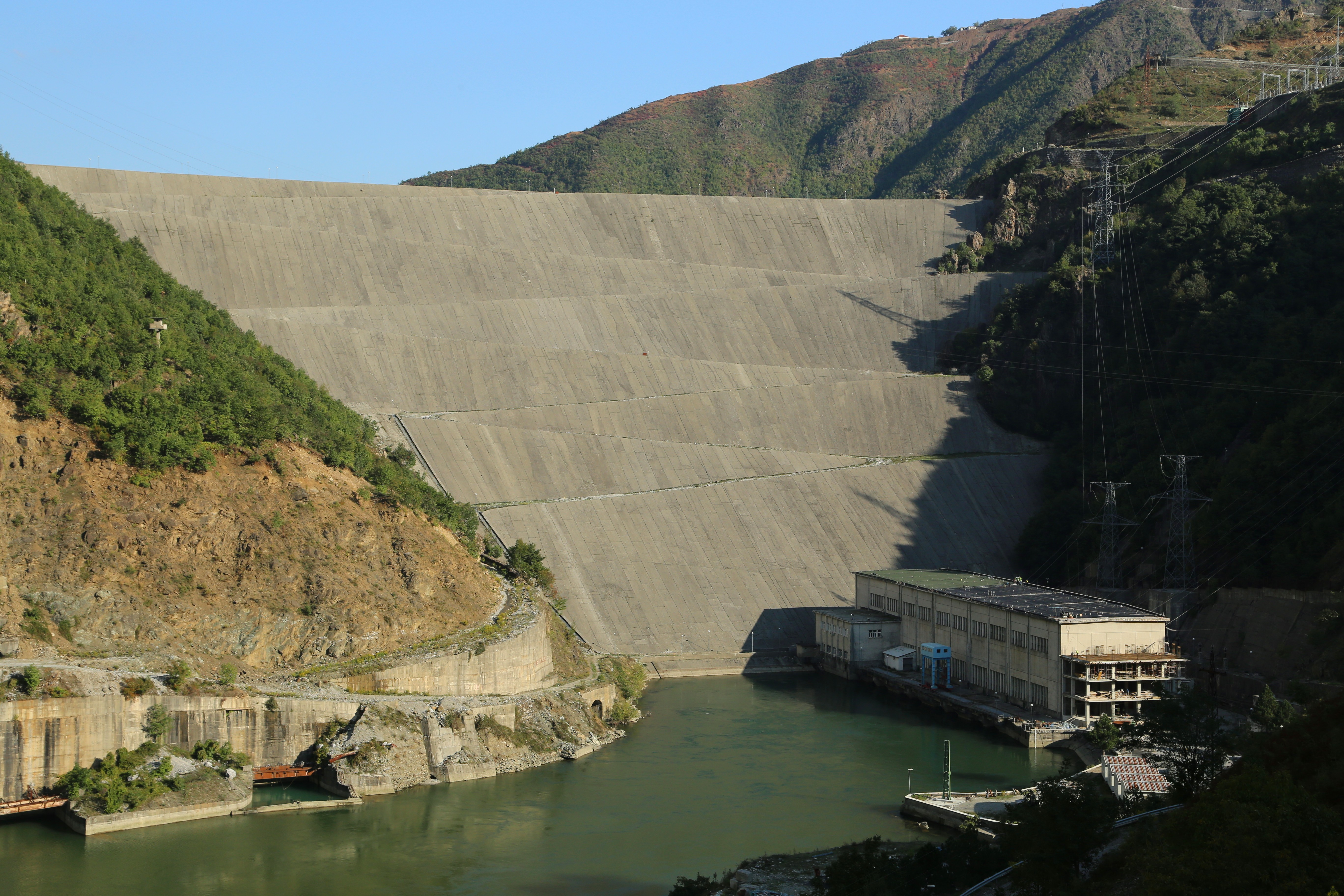
Centrale hydroélectrique de Fierza.

Les énergies renouvelables en Albanie comprennent la biomasse, la géothermie, l'hydroélectricité, l'énergie solaire et l'énergie éolienne. L'Albanie dépend principalement des ressources hydroélectriques ; par conséquent, elle a des difficultés de production lorsque les niveaux d'eaux sont bas. Le climat en Albanie est méditerranéen, il possède donc un potentiel considérable pour la production d'énergie solaire. Les montagnes offrent des zones propices aux projets éoliens.

## Hydroélectricité
La production d'électricité actuelle en Albanie provient principalement de centrales hydroélectriques. Verbund, une société autrichienne, et l'Albanie, ont conclu un accord pour construire la centrale hydroélectrique d'Ashta en 2012.

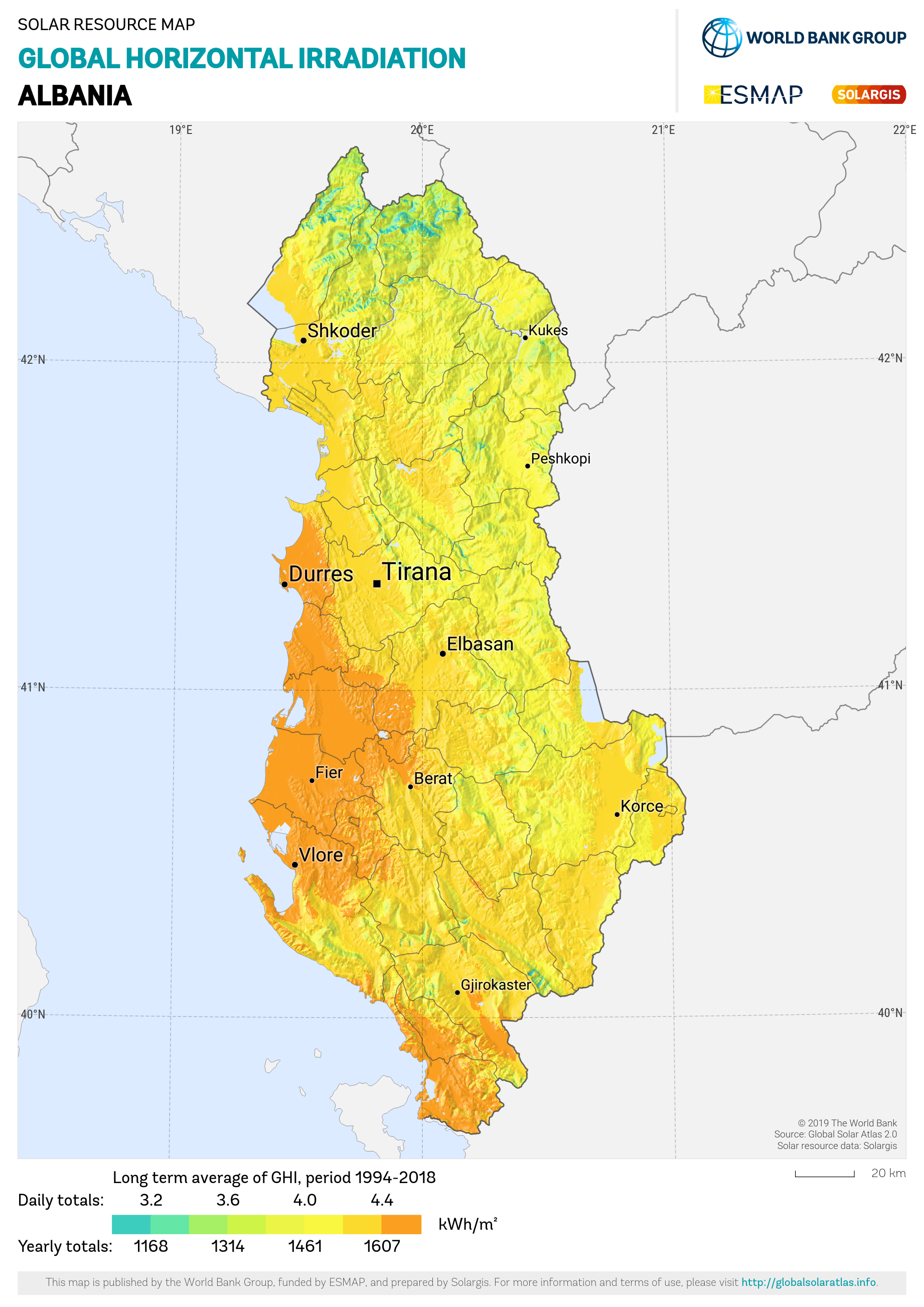
Carte du rayonnement solaire en Albanie.

## Énergie solaire
Le Programme des Nations Unies pour le développement soutient un programme d'installation de panneaux solaires en Albanie. L'Albanie bénéficie d'environ 2100 à 2700 heures d'ensoleillement par an, ce qui lui confère un grand potentiel pour la production d'énergie solaire.

## Énergie éolienne
L'Albanie a un potentiel d'énergie éolienne important. Les basses terres côtières et les montagnes du sud, de l'est et du nord de l'Albanie sont d'excellentes zones pour la production d'électricité par éoliennes. La vitesse du vent est de 8 à 9 m/s dans de nombreuses régions d'Albanie.

## Lois et pétitions
La loi n° 9073 sur le secteur de l'électricité, approuvée en 2004, autorise la construction de nouvelles centrales hydroélectriques.
La loi n° 9663 sur les concessions, approuvée en 2006, attire les investissements privés dans les centrales hydroélectriques.